# 埃斯特家族
埃斯特家族（義大利語：Este，也可稱為Estensi 或 d'Este），是一個歐洲貴族世家，家族名稱起源於義大利城鎮埃斯特，家族統治著費拉拉（1208－1598年）、摩德納和雷焦（1288年起）、法納諾（1352年起）、加爾法尼亞納（1429或1451年起）、卡爾皮（1527年起）、科雷焦（1636年起）、米蘭多拉（1711年起）、諾韋拉拉（1737年起）、馬薩和卡拉拉（1790年起），除費拉拉外，其他地區統治都於1796年被併入奇斯帕達納共和國，1814年家族復辟後於1847年統治了瓜斯塔拉，最終所有屬地在1859年併入中義大利聯合省。埃斯特家族成員包含了數位義大利親王、公爵、眾多天主教樞機、一位英國王后、一位薩丁尼亞王后、一位奧地利皇后及一位巴伐利亞王后。

## 家族起源

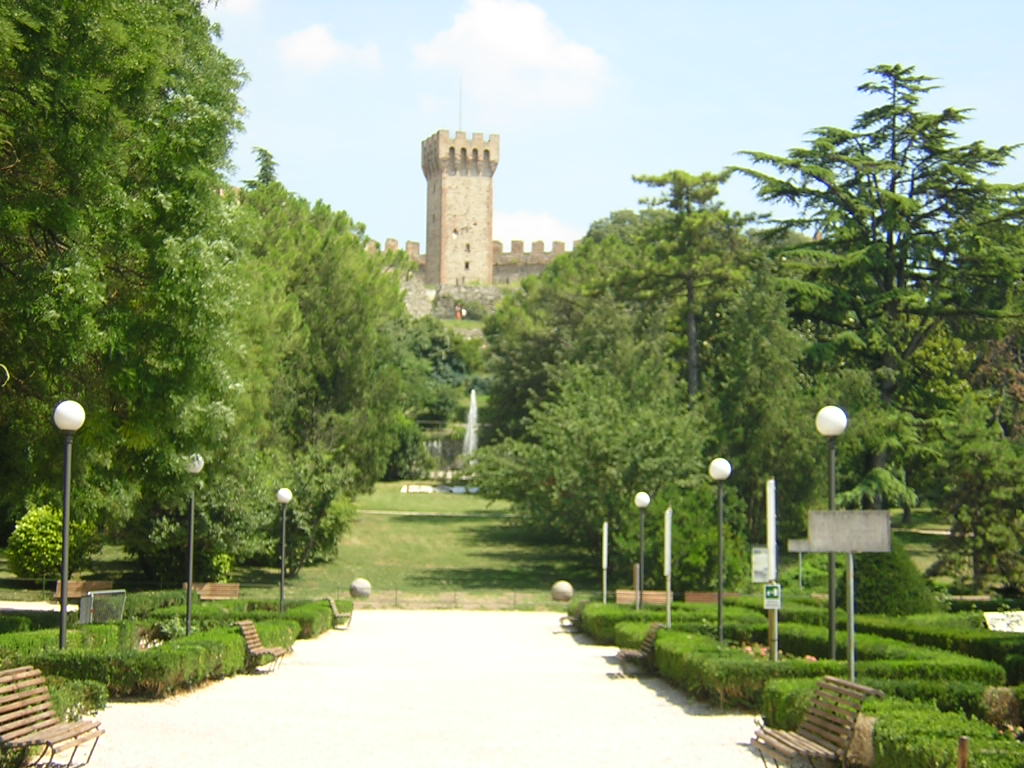
位於威尼托的埃斯特

根據歷史學家愛德華·吉朋的說法，埃斯特家族最早是羅馬時期的阿提家族（Atti）為了抵抗東哥德人，由羅馬遷至埃斯特而形成的，費拉拉宮廷詩人兼劇作家阿里奧斯托則將埃斯特家族描寫成古代特洛伊王子赫克特之後，並提到埃斯特家族的祖先是兩名勇士魯傑羅和布拉達曼特。而費拉拉公爵博爾索·埃斯特則認為自己的祖先是查理曼時期的法蘭克人，但以上這些說法都缺乏有力的證據，事實上，家族最早是起源於10世紀的倫巴底貴族奧貝爾坦吉家族，奧貝爾坦吉家族擔任米蘭及利古里亞領主，他們除了是埃斯特家族的祖先也是許多義大利貴族如帕拉維奇尼家族、馬拉斯皮納家族、卡瓦爾卡博家族的祖先。
家族第一個被記載的人是美茵茨的邊境侯爵阿達爾貝爾托，他是王權伯爵奧貝爾托一世的父親，也是托斯卡納侯爵的後代，這時家族姓氏還是奧貝爾坦吉，一直到奧貝爾托一世的曾孫米蘭邊境侯爵阿爾貝托·阿佐二世，他在埃斯特建造了一座城堡並開始以埃斯特作為家族姓氏。

## 家族擴展
阿佐二世娶了韋爾夫家族老系的韋爾夫三世(士瓦本)之妹庫尼貢德為妻，韋爾夫三世死後沒有留下子嗣，繼承權由阿佐二世與庫尼貢德的長子韋爾夫一世(在家族排序為韋爾夫四世，在巴伐利亞排序為韋爾夫一世)繼承，韋爾夫一世更改成母系姓氏成為了韋爾夫家族新系的始祖，並於1070年獲得了巴伐利亞公爵的頭銜。他後來也成為布倫瑞克-呂訥堡、漢諾威王朝的祖先（也因為如此，韋爾夫一世是現今英國王室的直系祖先）。
義大利埃斯特家族則由阿佐二世再婚的三子富爾可一世繼承。富爾可一世的兒子奧比佐一世·埃斯特獲得了埃斯特侯爵的頭銜，並於在位時期對抗他的遠房表親神聖羅馬帝國皇帝腓特烈一世，藉由婚姻，奧比佐一世的姪子阿佐六世·埃斯特得到了費拉拉，但他的統治遭到當地貴族的抗議，經過長時間的鬥爭後才確立了統治權，阿佐六世同時也是曼托瓦、維洛那的執政官（podestà），他的兒子阿佐七世·埃斯特於1242年被提名為永久的執政官，阿佐七世死後由他的私生子孫子奧比佐二世·埃斯特繼承，他被城市的居民擁立為費拉拉永久的領主。

## 中世紀至文藝復興時期

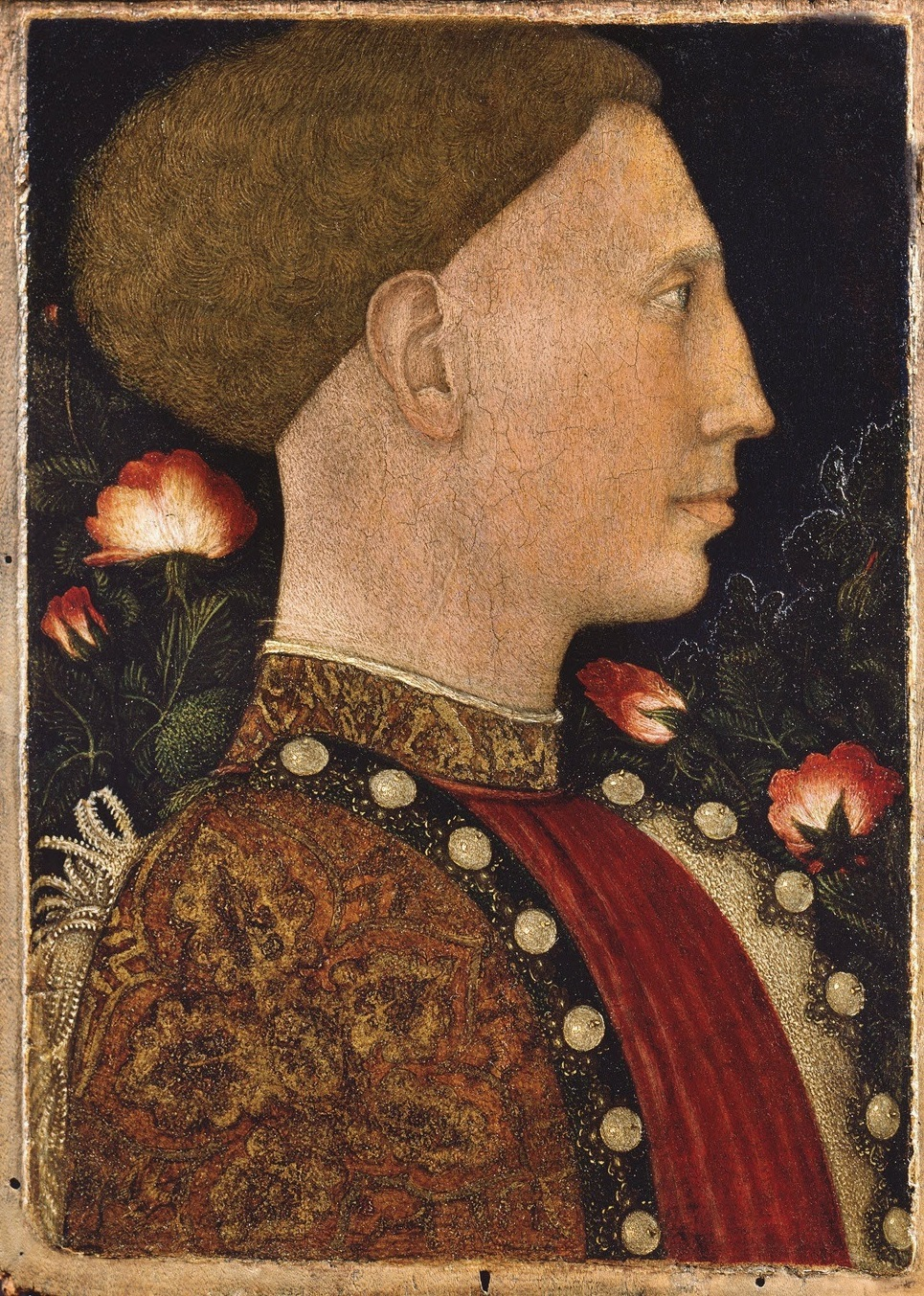
雷奧內羅·埃斯特像

奧比佐二世於1288年被封為摩德納領主，隔年被封為雷焦領主。到了尼可洛三世·埃斯特時期，費拉拉受到了多位教宗的青睞而顯得輝煌，尤其是尤金四世，他曾於1438年在費拉拉舉辦了著名的巴賽爾-費拉拉-佛羅倫斯大公會議。尼可洛三世是位著名的雇傭軍隊長，他聘請了著名的人文學者維羅納的瓜里諾來擔任他的私生子雷奧內羅·埃斯特的老師，雷奧內羅雖然是個私生子，但他受到尼可洛三世高度的喜愛，最後選擇了他作為繼承人，雷奧內羅以其高貴的人格、高水準的教育程度而受人愛戴，他在位時期（1441－1450）也樹立了以知識性娛樂及藝術鑑賞為核心的贊助風格，在他的治理下費拉拉在藝術地位上就有一定的水準了，他的繼任者弟弟博爾索·埃斯特更是將費拉拉成為藝術天堂，他於1452年被神聖羅馬帝國皇帝腓特烈三世封為摩德納及雷焦公爵並於1471年被教宗保祿二世封為費拉拉公爵。
1482年至1484年，尼可洛三世的另一個兒子費拉拉公爵埃爾科萊一世·埃斯特因食鹽專賣權與威尼斯共和國及教宗西斯都四世開戰，稱為費拉拉戰爭，當時城內飢饉，情勢嚴峻。戰爭以巴尼奧洛條約的簽署而告終，埃爾科萊一世被迫割讓波河平原，以換取費拉拉的獨立。他將此視為恥辱，努力重建城邦，很快就恢復生產，繁榮經濟。
在埃爾科萊一世統治時期，他贊助各種音樂、藝術活動，使費拉拉成為15世紀中期至16世紀初期繼美第奇家族治下的佛羅倫斯後的歐洲文藝中心。來自歐洲各地的畫家聚集在此對各種色彩與構圖的技巧交流，埃爾科萊一世特別喜愛音樂，他也邀請了來自歐洲各地，特別是法國及法蘭德斯的知名作曲家來到宮廷為他創作，若斯坎·德普雷就曾為他編寫過曲子，雅各布·奧布雷赫特也曾來到費拉拉兩次並因病於1505年在此去世，安托萬·布魯梅爾於雅各布死後接替他成為費拉拉的首席音樂家。埃爾科萊一世的兒子阿方索一世·埃斯特也是個重要的音樂贊助者，由於他偏愛魯特琴，費拉拉也因此成為魯特琴音樂編奏的重鎮。費拉拉在建築的成就上也是佔有一席之地，1484年，埃爾科萊一世聘請天才建築師比亞喬·羅塞蒂為費拉拉設計城市規劃，這在歐洲是首見的，如今費拉拉的許多著名建築就是在當時建造的，在埃爾科萊統治下，費拉拉成為文藝復興時期都市建設最重要及最美麗的例子之一，也成為當時歐洲最發達的城市之一，號稱歐洲第一個真正新式的城市，費拉拉於1995年被聯合國教科文組織以文藝復興城市費拉拉及其波河三角洲為名登入至世界遺產。
埃爾科萊一世的女兒，曼托瓦侯爵夫人伊莎貝拉·埃斯特是文藝復興時期最為重要的女性之一，她是非常重要的藝術贊助者，著名詩人阿里奧斯托形容她為「自由且心胸寬闊的伊莎貝拉」；大學者彼得羅·本博讚美她為「最聰明、最幸運的女人」；外交官尼科洛·達·科雷喬（Niccolò da Correggio）也頌揚她為「世界第一夫人」。
埃爾科萊一世的繼任者阿方索一世於1502年娶了來自聲名狼藉的教宗家族－波吉亞家族的魯克蕾齊亞·波吉亞為妻，婚後過著幸福的日子，而夫妻倆也對藝術贊助不遺餘力，阿方索一世步上了他那讓費拉拉變成歐洲音樂中心的父親埃爾科萊的腳步，請了一些著名的音樂家如阿德里安·維拉爾特到費拉拉的宮廷中工作，他也資助藝術家喬瓦尼·貝利尼，在他死後轉為資助他的徒弟提香，1518年，阿方索開始贊助詩人阿里奧斯托。
在義大利戰爭期間，阿方索一世透過他那靈活且具警戒性的外交手段以及費拉拉無與倫比的防禦工事，成功的在這場爭權奪利的戰爭中保持其完整性。他那作為曼托瓦侯爵夫人的姊姊伊莎貝拉·埃斯特，也替他的外交策畫貢獻良多，曼托瓦-費拉拉的聯盟使兩國的獨立和安全皆獲保障。
他加入了康布雷同盟與法國國王路易十二保持良好的同盟關係共同對抗威尼斯，即使在教宗儒略二世與威尼斯達成和解倒戈後依舊如此。
阿方索一世的成功要歸功於費拉拉的鑄造廠產出的大砲，在當時費拉拉的鑄造廠是所有歐洲國家中最好的。在提香所繪製的兩幅阿方索肖像畫中，他的手都拖著砲口。1509年，教宗儒略二世下令將阿方索一世逐出教會並剝奪他的所有頭銜，期望這樣能名正言順地將費拉拉納入教宗國，但阿方索一世於1512年在拉文納非常成功的擊敗了威尼斯與教宗國的聯合軍隊並佔領了波隆那，之後幫助法國在許多戰役中獲勝，他因此獲得「大砲公爵」的稱號。

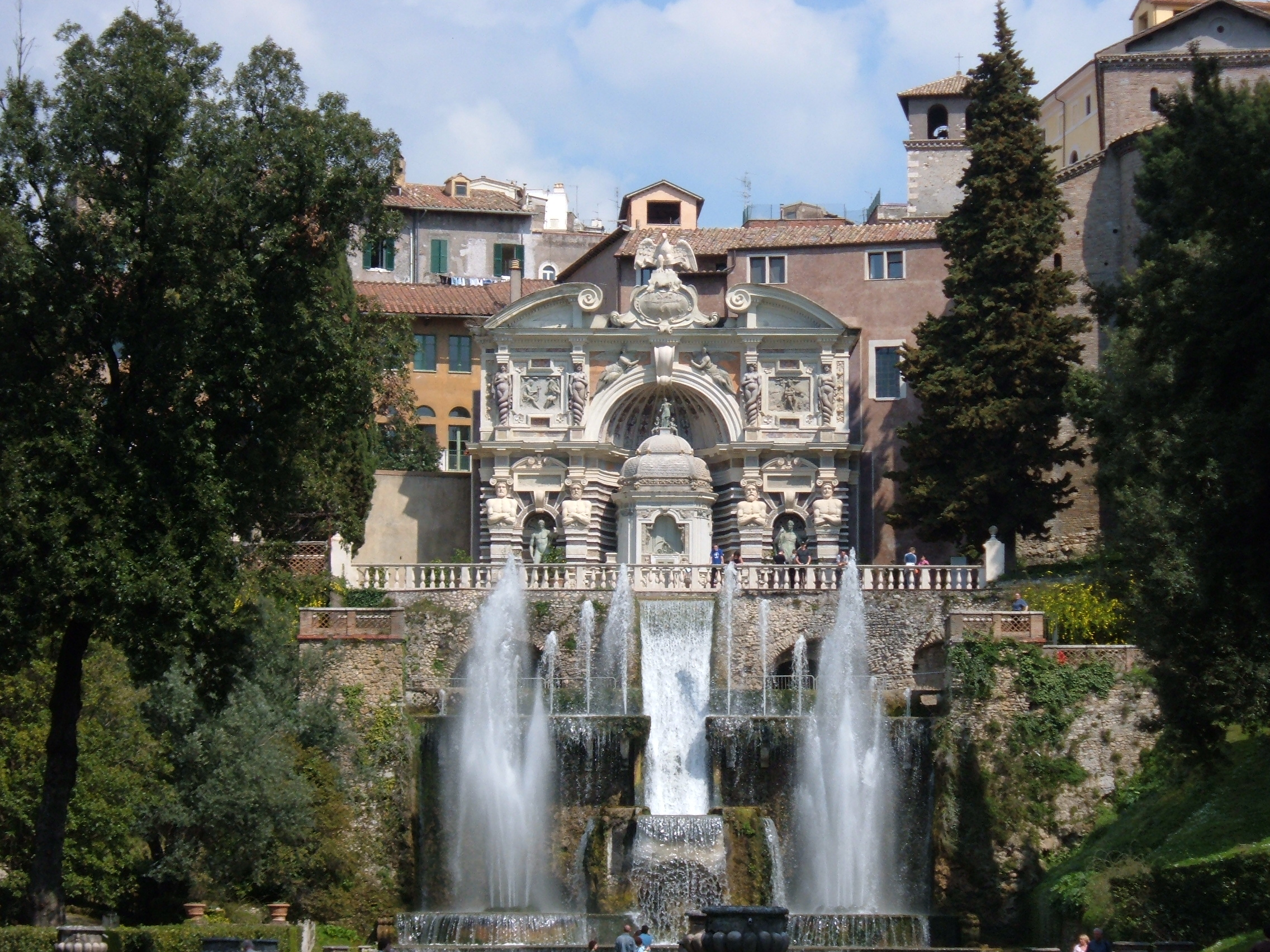
位於蒂沃利的埃斯特別墅

在1526-1527年，阿方索一世參與了神聖羅馬帝國皇帝及西班牙國王查理五世對抗教宗克萊門特七世的遠征軍。在1530年時，教宗再一次地承認爵位被沒收的阿方索一世是摩德納及雷焦的統治者。
阿方索一世的兒子埃爾科萊二世·埃斯特於1528年娶了法國國王路易十二的女兒法蘭西的胡妮，如同他的父親及祖父，埃爾科萊二世在他的統治時期也持續妝點費拉拉，埃爾科萊二世的弟弟樞機主教伊波利托二世·埃斯特也是一位偉大的藝術贊助者，他委託了建築師皮洛·利戈里奧修建了著名的埃斯特別墅。
埃爾科萊二世的兒子阿方索二世·埃斯特統治時期是費拉拉最輝煌的時期，他是個慷慨的藝術贊助者，他贊助詩人托爾夸托·塔索、劇作家巴蒂斯塔·喬萬尼·瓜里尼及人文學者切薩雷·克雷莫尼尼，遺傳自他的幾位祖先，阿方索二世再一次的將費拉拉帶往音樂成就的巔峰，與威尼斯、羅馬、佛羅倫斯和米蘭相比毫不遜色，他聘請作曲家盧扎斯科·盧扎斯基、盧多維科·阿戈斯提尼和卡洛·傑蘇阿爾多親王來宮廷作曲、表演，也邀請眾多知名歌手、演奏家為他表演。

## 喪失費拉拉
儘管前後共娶了三位妻子，阿方索二世於1597年去世時，並沒有留下任何子嗣，在他死後神聖羅馬帝國皇帝魯道夫二世承認蒙泰基奧侯爵阿方索·埃斯特的兒子切薩雷·埃斯特是公國的合法繼承人，阿方索·埃斯特是阿方索一世·埃斯特的私生子。由於這項繼承權不被教宗接受，又因費拉拉公國本來就是教宗國的封地，教宗克萊門特八世遂下令威脅將切薩雷逐出教會並派兵進駐法恩扎，切薩雷最後放棄對費拉拉的統治權，費拉拉公國覆亡，至此回歸教宗國，但切薩雷仍保留著對摩德納和雷焦的統治權。

## 參與多次戰爭
曼托瓦公國的貢扎加家族於1627年絕嗣，隔年曼托瓦爵位繼承戰爭爆發，摩德納公國幫助西班牙哈布斯堡王朝，並從斐迪南二世手中獲得了科雷焦。
在西班牙王位繼承戰爭中，摩德納於1702年被旺多姆公爵路易·約瑟夫·德·波旁率領法軍進攻，時任摩德納公爵里納爾多·埃斯特被迫逃往波隆納，直到1707年才得以返回。1711年里納爾多將旁邊的小公國米蘭多拉公國收購，成為摩德納公國的一部分。
里納爾多的繼任者法蘭西斯科三世因於奧地利王位繼承戰爭中支持法蘭西王國，於1740年被哈布斯堡王朝勢力驅逐，直到第二亞琛和約後的1748年復位，弗朗切斯科三世在位期間歷經多場戰爭，幾乎將公國的財政透支，被迫變賣許多珍貴的藝術品收藏。
1796年，拿破崙率領法軍佔領摩德納公國，埃爾科萊三世·埃斯特逃亡，公國被廢立並創立了奇斯帕達納共和國，1801年呂內維爾條約簽訂，作為補償，埃爾科萊三世獲得了前奧地利地區，位於德國南方的布賴斯高。

## 奧地利-埃斯特家族

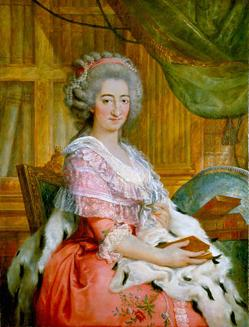
瑪麗亞·貝亞特麗切·埃斯特像

埃爾科萊三世於1803年去世，由於沒有留下合法繼承人，頭銜由他的女婿，瑪麗亞·貝亞特麗切·埃斯特的丈夫，布賴斯高公爵斐迪南繼承，奧地利-埃斯特家族（Austria-Este或Asburgo-Este）成立，斐迪南是神聖羅馬帝國皇帝法蘭茲二世的叔叔。
隨著義大利王國於1814年解體及拿破崙的敗亡，斐迪南的兒子弗朗切斯科四世在奧地利帝國的支配下重新獲得摩德納公爵的頭銜，不久後從他母親那邊繼承了馬薩與卡拉拉公國，公國在義大利統一運動中，曾於1831及1848年短暫的被推翻，但都很快地就回歸了。

### 統治結束
1859年第二次義大利獨立戰爭的馬真塔戰役中，弗朗切斯科四世的兒子弗朗切斯科五世再一次的逃亡了，但這一次再也沒有返回。1859年12月，摩德納在路易吉·卡洛·法里尼的領導下與托斯卡納、帕爾馬組成中義大利聯合省，依附在薩丁尼亞王國下，摩德納公國正式解體，埃斯特家族的統治至此結束。

### 繼承權
弗朗切斯科五世於1875年沒有留下子嗣便過世了，以血緣來看，繼承權是屬於他的姪女，弗朗切斯科四世的女兒巴伐利亞王后奧地利-埃斯特的瑪麗亞·特蕾莎，這個分支的現任家族首領是巴伐利亞的法蘭茲。
但是弗朗切斯科五世希望將埃斯特這個姓氏保留在哈布斯堡家族裡，他願意將繼承權給予奧匈帝國皇帝法蘭茲·約瑟夫一世之姪法蘭茲·斐迪南大公（他並非埃斯特家族後裔），交換條件是他要使用奧地利-埃斯特做為姓氏，哈布斯堡家族同意了，斐迪南在他的堂哥魯道夫王儲於1889年自殺後，更成為了奧匈帝國王儲，但他於1914年的塞拉耶佛事件中喪生。
由於斐迪南大公與其妻霍恩貝格女公爵蘇菲的婚姻是一樁貴庶通婚，他們的孩子不具有繼承權，哈布斯堡家族遂指定斐迪南的姪子，卡爾一世的次子羅貝托大公為奧地利-埃斯特的繼承人，羅貝托大公的母親齊塔皇后的曾曾祖母是瑪麗亞·貝亞特麗切·埃斯特，也因為如此，奧地利-埃斯特又成為了埃斯特的直系後裔。
現任的奧地利-埃斯特大公是羅貝托大公的長子洛倫茲親王，他娶了比利時國王阿爾貝二世的長女阿斯特里德公主並於1995年被授予比利時親王的頭銜。

## 家族徽章
| 徽章 | 說明 |
| ---- | --- |
|      | 埃斯特家徽的隼放到中央並以天藍色為背景，代表埃斯特家族是教宗派，皇帝派多使用紅色作為背景，有時老鷹頭上會有王冠，於1239年－1431年使用。 |
|      | 尼可洛三世·埃斯特於1431年獲得法國國王查理七世同意，將象徵瓦盧瓦王朝的三朵鳶尾花圖案加入徽章，於1431年－1452年使用。 |
|      | 博爾索·埃斯特於1452年被神聖羅馬帝國皇帝腓特烈三世封為摩德納及雷焦公爵他將象徵神聖羅馬帝國的雙頭鷹加入徽章中，於1452－1471年使用。（上方兩個） 1471年博爾索被教宗保祿二世封為費拉拉公爵，再一次變更徽章，將象徵教宗的金銀鑰匙放入徽章上方，於1471年使用。（下方兩個） |
|      | 埃爾科萊一世·埃斯特於1474年獲得教宗西斯都四世的同意，將教宗的金銀鑰匙挪至中間，於1471年－1535年使用。 |
|      | 埃爾科萊二世·埃斯特於1535年在教宗的金銀鑰匙上加上了三重冕，於1535年－1741年使用。 |
|      | 埃爾科萊三世·埃斯特娶了馬薩及卡拉拉女公爵瑪麗亞·特蕾莎·齊博-馬拉斯皮納後，將齊博-馬拉斯皮納的家族徽章加入至中間下方，於1741年－1803年使用。 |
|      | 布賴斯高公爵斐迪南在位時期開啟了奧地利-埃斯特家族，他將家族徽章大幅度修改，徽章左上角是匈牙利的徽章，右上角是波希米亞的徽章，左下角是勃艮第的徽章，右下角是美第奇家族的徽章，中間是哈布斯堡-洛林皇朝及埃斯特家族的徽章，於1803年－1814年使用。                       |
|      | 弗朗切斯科四世於1814年更改了徽章，基本上與前一個無異，只是將中間的徽章重新排列，於1814年－1846年使用。 |
|      | 弗朗切斯科五世上任時對徽章做了更改，他將左下角改為維斯孔蒂家族及威尼斯的徽章，右下角改為加利西亞和洛多梅里亞王國及克羅埃西亞的徽章，於1846年－1875年使用。 |
|      | 法蘭茲·斐迪南大公也對徽章提出了修改，他將原本右側的徽章移至左側，並在右側加入了洛約什一世的徽章，1875年－1914年使用。 |
|      | 羅貝托大公在位時將複雜的徽章簡化為只有哈布斯堡-洛林以及埃斯特家族的徽章，於1914年啟用並沿用至今。 |

## 家族分支

### 埃斯特侯爵系
阿佐二世於1039年開始擔任埃斯特侯爵，原本這項爵位都是由費拉拉領主兼任，但奧比佐二世將這個爵位傳給他的三子弗朗切斯科·埃斯特 (14世紀)，開啟了埃斯特侯爵系，這個分支於1463年因為缺乏子嗣而滅絕，埃斯特被費拉拉公國吸收。

### 聖馬爾蒂諾侯爵系
1501年費拉拉侯爵尼可洛三世·埃斯特的三子西吉斯蒙多·埃斯特獲得了聖馬爾蒂諾、卡斯泰拉拉諾、坎波加利亞諾及特里尼亞諾（Trignano，位於今聖保洛）領主的頭銜，開啟了聖馬爾蒂諾因廖系，1747年，頭銜被提升為侯爵但在1752年因為絕嗣而滅絕，領土被摩德納公國吸收。

### 蒙泰基奧及斯坎迪亞諾侯爵系
此分支是由阿方索一世·埃斯特的私生子阿方索·埃斯特所創立的，他被封為蒙泰基奧及斯坎迪亞諾領主，並於1569年被神聖羅馬帝國皇帝斐迪南一世升為侯爵，頭銜由他的兒子切薩雷的5子博爾索·埃斯特（Borso d'Este，1605－1657）繼承，這個分支於1795年滅絕。

### 埃斯特-奧利奧雷斯系
一些歷史研究也顯示，埃斯特家族部分成員在16世紀中葉遷徙至西西里島的托爾托里奇，稱為埃斯特-奧利奧雷斯（Tortorici Este Orioles），他們在接下來的三個世紀擔任了城市的重要公職，這一分支現在仍生活於托爾托里奇及奇維塔韋基亞。

## 家族住所

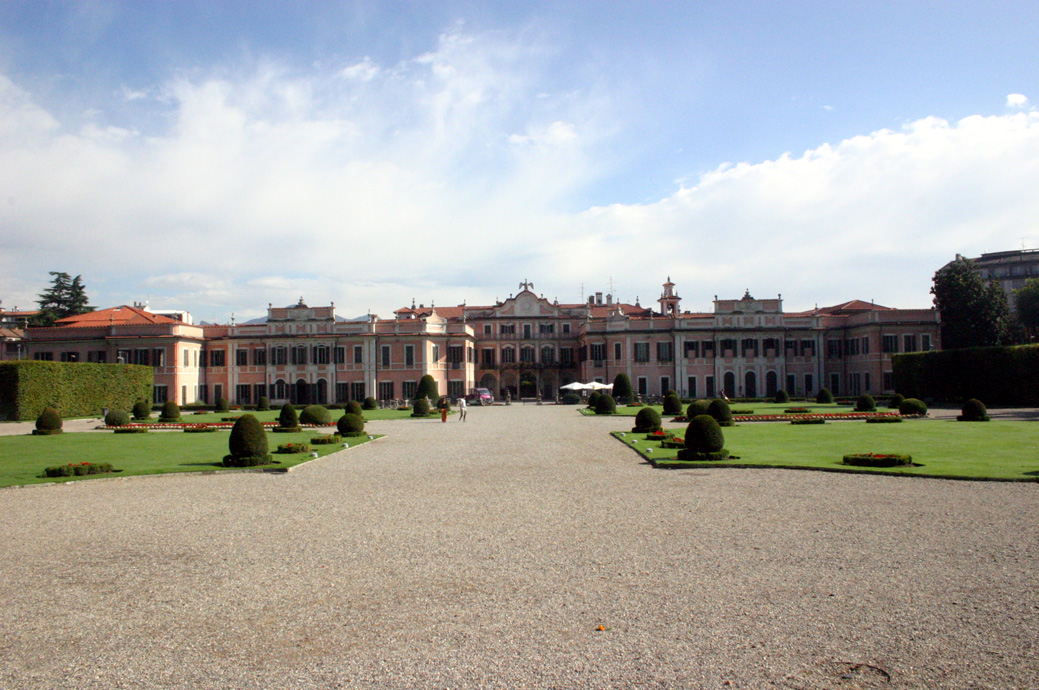
位於瓦雷澤的埃斯特宮

埃斯特家族在其悠久的歷史中建造了非常多的住所，以下列出幾個較為知名的：
- 市政宮 (費拉拉)（義大利語：Palazzo Municipale (Ferrara)）：修建於13世紀，16世紀前這曾是費拉拉的主要宮廷，現在這裡仍是費拉拉的市政廳。
- 埃斯特城堡：修建於14世紀，在費拉拉被教宗國收回前一直是公爵的主要住所。
- 梅索拉城堡（義大利語：Castello di Mesola）：位於梅索拉，於阿方索二世時期獲得，一直都是埃斯特家族財產直到18世紀末期。
- 公爵宮 (摩德納)：位於摩德納修建於1634年，埃斯特家族被逐出前一直都是摩德納公爵的住所。
- 公爵宮 (雷焦艾米利亞)（義大利語：Palazzo Ducale (Reggio Emilia)）：修建於18世紀早期，摩德納公爵於1814年將它捐給城市。
- 公爵別墅 (里瓦爾塔)（義大利語：Villa ducale di Rivalta）：位於雷焦艾米利亞的里瓦爾塔（義大利語：Rivalta (Reggio Emilia)），修建於18世紀早期。
- 公爵宮 (薩索羅)（英语：Ducal Palace of Sassuolo）：位於薩索羅，修建於中世紀，尼可洛三世購得，博爾索於1458年重建。
- 斯齊法諾亞宮：位於費拉拉，修建於14世紀，以其15世紀精美壁畫著名。
- 鑽石宮：位於費拉拉，建於1493－1503年，以其鑽石形狀外牆裝飾聞名。
- 埃斯特宮：位於瓦雷澤，修建於1760年，是一座華麗的巴洛克宮殿。
- 埃斯特別墅：位於蒂沃利，由樞機主教伊波利托二世·埃斯特委託建築師皮洛·利戈里奧（英语：Pirro Ligorio）修建，2001年被列入世界文化遺產。
- 卡塔久城堡（英语：Castello del Catajo）：位於巴塔利亞泰爾梅，弗朗切斯科五世失去摩德納後曾住於此，現在作為一座私人城堡對公眾開放。